# Juan Larrea (político)
Juan Larrea (Mataró, 24 de junio de 1782 - Buenos Aires, 20 de junio de 1847) fue un comerciante y
político argentino nacido en España.

## Biografía
Hijo de Martín Ramón Larrea y Tomasa Espeso, estudió matemáticas y navegación.
Años después de la muerte de su padre, en Mataró en 1793, se estableció en el Virreinato del Río de la Plata hacia 1803 como comerciante de cueros, vinos y azúcar. En corto tiempo llegó a reunir una importante fortuna. Se vinculó al grupo de los dedicados al comercio con el puerto de Cádiz, dirigido por Martín de Álzaga y en 1806 ejerció como síndico del Consulado de Comercio de Buenos Aires.
Participó en la defensa contra las Invasiones Inglesas, y fue uno de los fundadores del Tercio de Miñones de Cataluña, junto con Jaime Nadal y Guarda, Jaime Lavallol y José Olaguer Reynals, participando en la lucha con el grado de capitán.
En enero de 1809, durante la asonada de Álzaga, fue uno de los candidatos a vocales de la primera junta de gobierno porteña, que no  llegó a formarse.
En 1810, al parecer por su alianza con el grupo de comerciantes, fue nombrado vocal de la Primera Junta. Junto a Domingo Matheu —comerciante y vinculado, como Larrea, al grupo de Álzaga— fueron los únicos españoles designados para participar en la Junta de 1810. Se unió al grupo liderado por Mariano Moreno en oposición a las posturas del presidente de la Junta, Cornelio Saavedra, tanto antes como después de la transformación de la misma en la Junta Grande. Como consecuencia del alzamiento del 5 y 6 de abril de 1811, fue depuesto y desterrado a San Juan. 
Integró la Asamblea del Año XIII como diputado por Córdoba. En ese ámbito fue presidente de las sesiones de tres días y estableció la extinción de los títulos nobiliarios en el territorio nacional, la prohibición del uso de torturas y la creación de un instituto de formación militar, entre otras medidas. Lleva su firma el acta que declaró canción patria al Himno Nacional. Fue el autor de la ley de Aduanas sancionada por la Asamblea, que liberaba de derechos a las máquinas, libros, imprentas y artículos de guerra.
El 5 de noviembre de 1813 reemplazó a José Julián Pérez como miembro del Segundo Triunvirato, y se unió a la Logia Lautaro, dirigida por el teniente coronel Carlos María de Alvear.

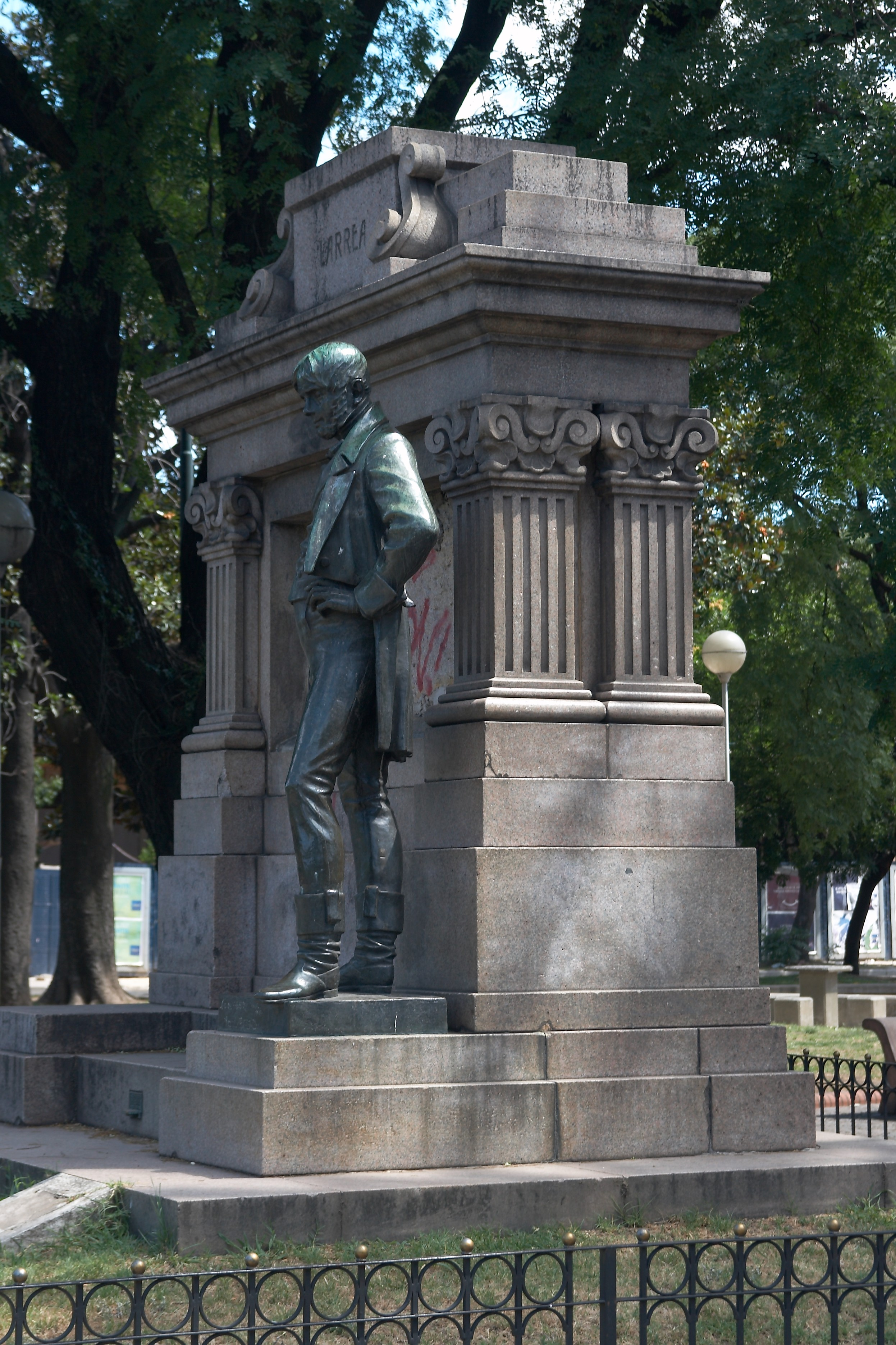
Monumento a Larrea ubicado en la plaza Herrera, barrio de Barracas, Buenos Aires.

En 1814, el Director Supremo de las Provincias Unidas del Río de la Plata, Gervasio Antonio de Posadas, lo nombró Ministro de Hacienda, cargo desde el cual fue el principal impulsor de la creación de la escuadra naval que al mando de Guillermo Brown se impuso a la Real Armada Española en la Campaña Naval de 1814 asegurando la caída de Montevideo,  uno de los hechos más trascendentes para la suerte de la guerra de la independencia. Perdió buena parte de su fortuna en la formación de la flota de guerra, en parte por los manejos turbios de fondos de su apoderado, el estadounidense Guillermo Pío White. De su bolsillo formó un batallón de caballería y financió buena parte de las necesidades de la fábrica de armamentos.
A la caída del Director Supremo Alvear, Larrea se vio obligado a emigrar y sus bienes en el país fueron confiscados. Se estableció en Montevideo, para pasar después a Burdeos, Francia. El director Supremo Juan Martín de Pueyrredón lo nombró cónsul de las Provincias Unidas del Río de la Plata en aquella ciudad.
Se trasladó a Montevideo, vivió sin problemas bajo el dominio portugués hasta 1822. Ese año volvió a Buenos Aires, dedicándose a negocios de comercio exterior, de saladeros y de extracción de tasajo. De 1828 a 1830 vivió en Burdeos, se desempeñó como cónsul nombrado por el gobernador Manuel Dorrego.
Regresó al Río de la Plata, y por varios años intentó crear diversas empresas; durante el gobierno de Juan Manuel de Rosas emigró a Montevideo. Volvió a Buenos Aires, donde se suicidó por problemas económicos el 20 de junio de 1847. Era el último sobreviviente de la Primera Junta.